# Rold Skov
Rold Skov este o arie protejată (arie de protecție specială avifaunistică — SPA) din Danemarca întinsă pe o suprafață de 7.424 ha, integral pe uscat.

## Localizare
Centrul sitului Rold Skov este situat la coordonatele 56°48′41″N 9°50′02″E / 56.811389°N 9.833889°E.

## Înființare
Situl Rold Skov a fost declarat arie de protecție specială avifaunistică în mai 1983 pentru a proteja 8 specii de animale.

## Biodiversitate
Situată în ecoregiunea continentală, aria protejată nu include niciun habitat protejat.
La baza desemnării sitului se află mai multe specii protejate de  păsări (8): pescăruș albastru (Alcedo atthis), buha (Bubo bubo), caprimulg (Caprimulgus europaeus), erete de stuf (Circus aeruginosus), ciocănitoare neagră (Dryocopus martius), sfrâncioc roșiatic (Lanius collurio), ciocârlie de pădure (Lullula arborea), viespar (Pernis apivorus).